# Favoris (aviculture)
Pour les articles homonymes, voir Favori (homonymie).
En aviculture, les favoris sont les plumes qui couvrent les oreillons des coqs et poules. Avec la barbe, les toupets d'oreilles, les favoris sont des ornements permettent de caractériser certaines races de poules tel que la Faverolles ou la Mantes.